# Hayrulla Karimov
Hayrulla Karimov (ur. 22 kwietnia 1978 w Namanganie) – uzbecki piłkarz grający na pozycji obrońcy.

## Kariera klubowa
Karierę piłkarską Karimov rozpoczął w rodzinnym Namanganie, w tamtejszym klubie Navbahor Namangan. W 1996 roku zadebiutował w jego barwach w pierwszej lidze uzbeckiej. W debiutanckim sezonie wywalczył z Navbahorem mistrzostwo Uzbekistanu. W 1998 roku zdobył z nim Puchar Uzbekistanu, a w 1999 roku - Superpuchar.
W 2005 roku Karimov przeszedł do Mash'al Muborak i w tamtym roku został z nim wicemistrzem kraju. W Mash'al grał przez 3 sezony, a na początku 2008 roku odszedł do Bunyodkoru Taszkent, do sierpnia 2008 znanego jako Kuruvchi Taszkent. W 2008 i 2009 roku dwukrotnie z rzędu wywalczył mistrzostwo Uzbekistanu, a w 2008 roku zdobył też krajowy puchar.

## Kariera reprezentacyjna
W reprezentacji Uzbekistanu Karimov zadebiutował w 2007 roku. W tym samym roku został powołany przez selekcjonera Raufa Inileyeva do kadry na Puchar Azji 2007. Tam wystąpił w 4 spotkaniach: z Iranem (1:2), z Malezją (5:0), z Chinami (3:0) i ćwierćfinale z Arabią Saudyjską (1:2).